# رودولفو بودیپو
رودولفو بودیپو (انگلیسی: Rodolfo Bodipo؛ زادهٔ ۲۵ اکتبر ۱۹۷۷) بازیکن فوتبال اهل اسپانیا است.
از باشگاه‌هایی که در آن بازی کرده‌است می‌توان به باشگاه فوتبال دپورتیوو آلاوس، باشگاه فوتبال راسینگ سانتاندر، باشگاه فوتبال رکریتیوو اوئلوا، باشگاه فوتبال الچه، باشگاه فوتبال دپورتیوو لاکرونیا، و باشگاه فوتبال خرز اشاره کرد.
وی همچنین در تیم ملی فوتبال گینه استوایی بازی کرده‌است.